# Harry Wexler
Harry Wexler (* 15. März 1911 in Fall River (Massachusetts); † 11. August 1962 in Woods Hole (Massachusetts)) war ein US-amerikanischer Meteorologe, der als Vater der Wettersatelliten gilt.
Wexler studierte ab 1929 an der Harvard University und trat noch als Student 1934 dem US Weather Bureau bei, dem er bis zu seinem Tod angehörte nur unterbrochen von seinem Dienst als Militär-Meteorologe im Zweiten Weltkrieg (1942 bis 1946) bei der US Air Force. Unter Francis Reichelderfer (1895–1983), der ab 1938 das Weather Bureau leitete, wandte man sich modernen Methoden der Wettervorhersage zu, insbesondere der damals noch umstrittenen Theorie der Wetterfronten der norwegischen Meteorologenschule in Bergen. Reichelderfer war schon als Meteorologe bei der US Navy Anhänger dieser Theorie geworden und verfolgte diese beim Weather Bureau mit Hilfe junger wissenschaftlich geschulter Meteorologen, darunter Wexler, der 1939 am Massachusetts Institute of Technology promoviert worden war.
Am 14. September 1944 war Wexler der erste Wissenschaftler, der an Bord eines Flugzeugs (einem Douglas A-20-Bomber) in einen Hurrikan flog um Daten zu sammeln. Der Hurrikan kam von den Bahamas und war auf dem Weg nach Neuengland, als Wexler und Kollegen von Washington aus in das Auge des Hurricane über der Chesapeake Bay flogen. Sie wurden nach dem Flug vom Time Magazine interviewt. Während des Fluges entdeckte er starke Aufwinde im Auge des Sturms.
Er war die treibende Kraft hinter der Entwicklung des ersten Wettersatelliten TIROS-1, der 1960 gestartet wurde.
1958 war er Chefwissenschaftler der US-Mission in die Antarktis zum Internationalen Geophysikalischen Jahr (IGJ). Er trat Ende der 1950er und Anfang der 1960er Jahre für eine weltweite Zusammenarbeit in der Wetterbeobachtung mit Satelliten ein, auch mit der Sowjetunion. Wexler plante weltweite CO2-Messungen und förderte im Rahmen des IGJ die Einrichtung der ersten dauerhaften Messstation auf Mauna Loa, Hawaii, durch Charles David Keeling.
Kurz vor seinem Tod verfolgte er (unveröffentlichte) Forschungen über die schädliche Wirkung von Halogen-Verbindungen auf die Ozonschicht, die aber erst ein Jahrzehnt später wieder aufgegriffen wurden (von Paul Crutzen, Sherwood Rowland, Mario J. Molina, die dafür später den Nobelpreis erhielten). 1958 warnte er davor, dass Kernwaffenexplosionen in der Arktis eine neue Eiszeit auslösen könnten, und er warnte schon Ende der 1950er und Anfang der 1960er Jahre allgemein vor allzu optimistischen Vorstellungen großräumiger künstlicher Wetterveränderung, die damals angesichts der Fortschritte in der Satelliten-Meteorologie und numerischen Wettersimulation aufkamen, deren langfristige Folgen er aber für unabsehbar und das Risiko irreparabler Schäden für zu hoch hielt.
Er starb an einem Herzanfall auf Urlaub in Woods Hole.
Der Mondkrater Wexler und der Mount Wexler in der Antarktis sind ihm zu Ehren benannt.
1956 wurde Wexler in die American Academy of Arts and Sciences gewählt. Er erhielt 1963 posthum die Carl-Gustaf Rossby Research Medal.

## Schriften
- The circulation of the atmosphere, Scientific American, September 1955